# Witesindo
Witesindo o Vitesindo (Egabrum, actual Cabra, siglo IX-Córdoba, 855) fue un cristiano mozárabe; mártir, es venerado como santo por la Iglesia católica.
La Iglesia católica conmemora su celebración el 15 de mayo.

## Biografía
Witesindo fue un cristiano mozárabe natural de Cabra que, por temor a las amenazas de los musulmanes, abjuró del cristianismo y se convirtió al islamismo. Tiempo después, sin que se sepa el motivo, se arrepintió y volvió a abrazar la fe cristiana, confesando su cambio públicamente. Acusado de practicar el cristianismo y haber injuriado al profeta Mahoma, fue encarcelado, juzgado y, al no querer abjurar de nuevo de su fe, fue condenado a muerte y decapitado el 855 en Córdoba.

## Veneración
Eulogio de Córdoba lo cita en su Memorial Sanctorum. La fiesta litúrgica se ha celebrado el 15 de mayo. Es venerado, como los otros Mártires de Córdoba en la basílica de San Pedro de Córdoba.
- Datos: Q11955179